# Floure
Floure település Franciaországban, Aude megyében. Lakosainak száma 427 fő (2022. január 1.). Floure Barbaira, Fontiès-d’Aude, Monze, Trèbes és Val-de-Dagne községekkel határos.

## Népesség
A település népessége az elmúlt években az alábbi módon változott:
| Lakosok száma | 138  | 260  | 255  | 351  | 397  | 405  | 407  | 406  | 412  | 427  |
|               | 1968 | 1982 | 1990 | 2006 | 2013 | 2015 | 2017 | 2019 | 2020 | 2022 |